# Eggelingia
Eggelingia là một chi thực vật có hoa trong họ, Orchidaceae.